# 国際勝共連合
国際勝共連合（こくさいしょうきょうれんごう、英: International Federation for Victory over Communism; IFVOC, VOC、「共産主義に勝利するための国際連盟」）は、世界基督教統一神霊協会（現・世界平和統一家庭連合）を母体とする反共主義の政治団体。通称は「勝共連合」または「勝共」。
1968年1月13日、統一運動の創設者、文鮮明により大韓民国で設立された。同年4月1日、日本では岸信介、笹川良一、児玉誉士夫らが発起人となり、同名の団体が設立された。日本の初代会長は久保木修己。
自由民主党とは反共産主義の活動を通じて長年協力関係にあった。1970年代当時の自治省の資料から自民党に多額の政治献金および借入金を提供していたことが認められる。2012年に自民党政権が復帰すると、安倍晋三は首相として機関誌『世界思想』の表紙をたびたび飾り、団体のイメージアップに寄与した。

## 創設の背景と経過

### 時代的背景
大韓民国では、1961年5月16日、朴正熙、金鍾泌らによって軍事クーデターが起こり、張勉民主党内閣が倒れた。6月10日には諜報機関である大韓民国中央情報部（KCIA）が設立された。7月3日、朴正熙は共産主義を駆逐することを目的として反共法を制定。続いて9月30日には再建国民運動法を改正し、「容共中立化思想の排撃」とあった文言を「勝共民主理念の確立」に書き換えた。「勝共（승공）」という言葉はこの日、韓国で初めて公式に登場した。1963年2月26日、民主共和党が結成され、韓国は軍政から民政に移行した。同党はその綱領の第5項で「われらは、あらゆる領域にわたって勝共のために国力を培養し、民族的宿願である国土統一を期する」と謳った。こうして「勝共」は朴政権の専売用語として定着していった。
統一教会（現・世界平和統一家庭連合）は朴正熙軍事独裁政権の先兵となることに犬馬の労をいとわなかった。古参の信者で、駐韓米軍第8軍に所属していた朴普煕、韓相国、金相仁、韓相吉の4人はいずれもKCIAの要員となった。教団は韓国政府の庇護を長く受けることになる。

### 日本での創設過程

#### 日本での創設
1967年6月12日、統一運動の創始者、文鮮明と韓鶴子は来日。世界的な反共組織をつくることと原理修練会に参加することが目的だった。7月15日夜、本栖湖畔の全国モーターボート競走会連合会（現・日本モーターボート競走会）の施設「水上スポーツセンター」で、文鮮明、劉孝元（『原理講論』の執筆者）、笹川良一、藤吉男、白井為雄（児玉誉士夫の代理）、久保木修己（日本統一教会会長）らは反共組織結成の構想を練った。会合は第1回「アジア反共連盟結成準備会」と名付けられ、16日朝にも話し合いが行われた。勝共運動を日本に持ち込み、受け入れることでいったん合意したが、週刊誌がすぐに会合を記事にし、足並みが乱れて計画は挫折した。同年11月頃、久保木修己は、東京都渋谷区の統一教会本部に沢浦秀夫、野村健二、阿部正寿らを招き、「勝共啓蒙団」を結成した。「勝共啓蒙団」は李相憲が書いた『新しい共産主義批判』の原稿を韓国から入手し、野村と阿部が中心となって日本語に訳し、出版した。
1968年1月13日、文鮮明は「国際勝共連合」をソウルで設立した。そして同年4月1日、岸信介、笹川良一、児玉誉士夫らが発起人となり、勝共啓蒙団を改編し、日本において「国際勝共連合」が設立された。設立にあたり、国際勝共連合は「この運動によって日本から共産主義勢力が駆逐され、世界から妖怪が姿を消して、真の平和と繁栄が確立するまで、断じて追撃の手を休めない」と宣言した。初代会長には久保木修己が就任した。名誉会長は笹川良一。
顧問団に小川半次、大坪保雄、辻寛一、千葉三郎、山本勝利、鯨岡兵輔、伊藤宗一郎、玉置和郎、源田実ら衆議院・参議院の自民党議員の他、財界人や右派の言論人、国文学者の浅野晃などが名を連ねた。発足の1968年4月から1969年9月までの延べ動員数は公称1万6000人。本部は渋谷区渋谷1丁目に置かれた。

## 主要経過

### 1960年代

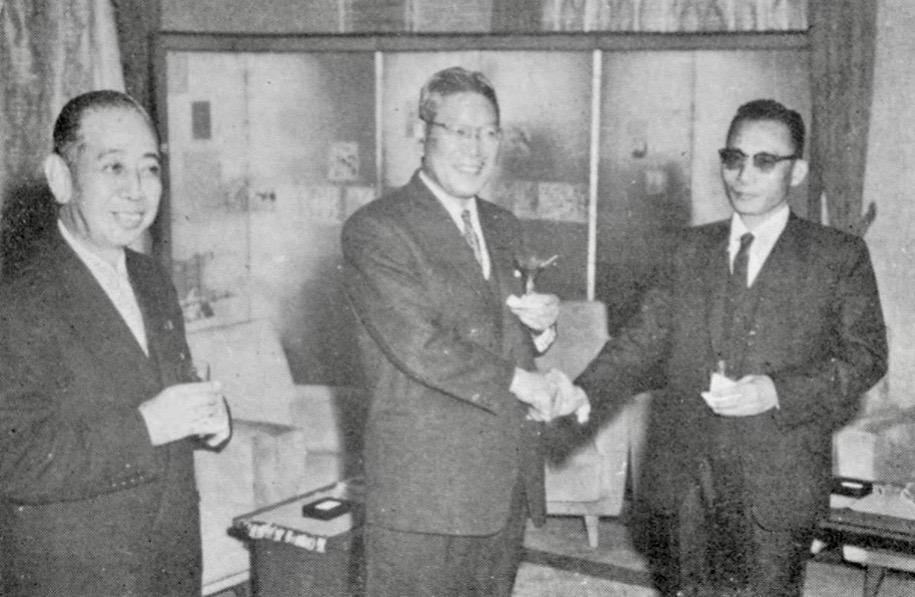
左から岸信介、池田勇人首相、朴正熙（1961年11月11日）

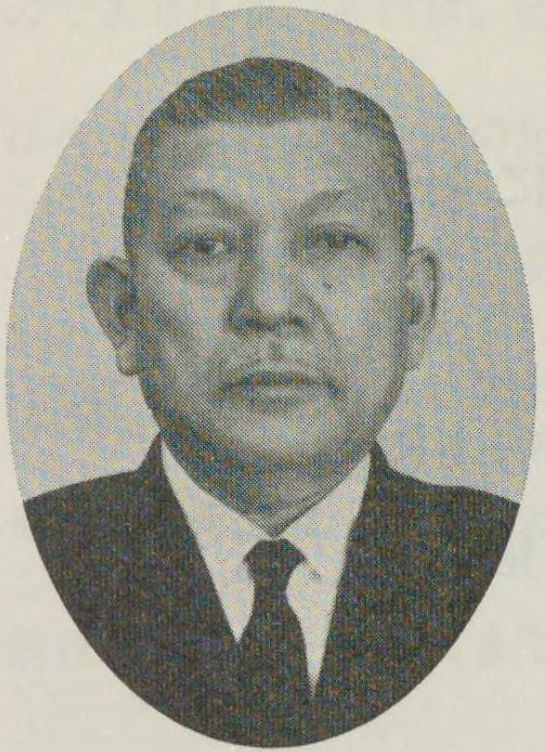
笹川良一

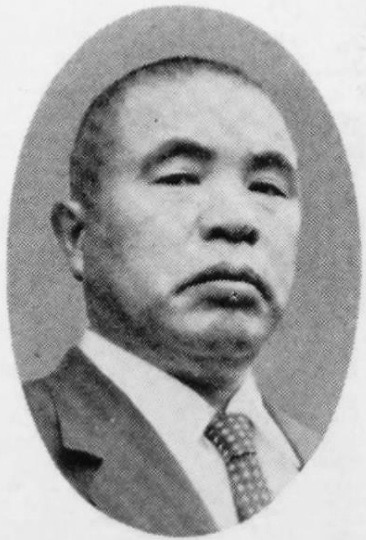
児玉誉士夫

1968年4月、東京都知事の美濃部亮吉は、朝鮮大学校を各種学校として認可した。同月に結成されたばかり国際勝共連合の最初の仕事はこの朝鮮大学校の認可反対運動（認可されてからは取り消し運動）であった。文鮮明の命を受けた江利川安栄は同校のある東京都小平市に移り住み、「朝大門前講義」と称して連日にわたり学校におしかけ、挑発を行った。犬塚博英の証言によれば、朝鮮大学校前に演説に行き、大学関係者に殴られ、眼鏡が折れて前が見えような状態でも現れ。「私が死ぬことによって共産主義の非道が明らかになれば、死んでも本望です！」と述べていたという。

### 1970年代
1970年4月12日に行われた京都府知事選挙で、自民・民社・公明の3党は元自治省事務次官の柴田護を擁立した。統一教会は社共推薦の蜷川虎三を落選させるために、初めて全国から信者を動員した。当時500人ほどしかいなかった信者のうち150人を京都に送り込み、自民党の手足となって動いた。蜷川府政を批判する「府民新聞」号外などが50万枚配布された。そのうち45万枚が創価学会員によって、5万枚が統一教会信者によって配られた。蜷川は6選を果たすが、このときの働きが契機となって、統一教会ならびに国際勝共連合は自民党に食い込む足掛かりをつかんだ。
同年5月27日、米国のメルヴィン・レアード国防長官は、在韓米軍6万2千人のうち2万人を1971年6月までに撤退させると発表した。この発表は北朝鮮と対峙する韓国の政府に衝撃をもたらした。対策をめぐって議会で論議が重ねられ、その結果、日本との政治的な提携を強め、日本を韓国の「背後基盤」とするよう役割を担わせなければならないとする方針が国家安全保障会議でまとめられた。
同年6月26日、国際勝共連合会長の久保木修己は韓国に飛び、丁一権首相と会談。さらに8月に再度訪韓した。9月2日、久保木は岸信介の自筆の推薦文をしたため、朴正煕と青瓦台の大統領官邸で会見。同月に開催される第4回「世界反共連盟（現・世界自由民主連盟）世界大会」への韓国の代表団派遣を依頼した。9月20日、同大会が東京の武道館で開かれ、国際勝共連合が大会の運営を担った。文鮮明はこの日の説教で世界反共連盟世界大会に触れ、「日本の自民党たちから、昔首相をした人たちまで、私の作戦に巻き込まれながら喜んでいます」と語った。
1975年4月の東京都知事選挙は社会党・共産党・公明党推薦の現職の美濃部亮吉、自民党推薦の石原慎太郎、民社党推薦の松下正寿の三つどもえの争いとなったが、統一教会ならびに勝共連合は世界平和教授アカデミー会長の松下ではなく、石原を応援した。とくに勝共連合からは若いメンバーが大量に動員された。
1976年5月25日、『ニューヨーク・タイムズ』は、統一教会と文鮮明が韓国政府やKCIAと密接な関係をもって反共活動などの政治活動を行っていると、一面中央に写真入りで報じた。それとともに「あからさまに政治的な国際勝共連合を含む文鮮明の組織は、笹川良一や児玉誉士夫など日本の極右主義者から資金援助を受けている」「国際勝共連合は韓国の政府職員に反共教育をする組織（An anti-Communist indoctrination school for Korean Government employees）だった」と報じた。
1976年6月14日、『タイム』は、朴正煕大統領が文鮮明の反共活動（勝共連合）を支援したと報じた。
機関紙『世界思想』1976年11月号は「日本においても軍事力の増強は絶対に必要であります。生活水準を三分の一に減らし、税金を四倍、五倍にしてでも、軍事力を増強してゆかなければなりません。それに、日本を守るということだけでなくて、韓国をも守らなければなりません」と述べた。
1976年12月5日に行われた第34回衆議院議員総選挙の旧東京2区（定数5）において、国際勝共連合とKCIAは、自民党政府の対韓政策に厳しい態度をとっていた無所属の宇都宮徳馬に対し執拗な選挙妨害を行った。同選挙区は自民党公認の石原慎太郎がトップ当選を果たし、民社党新人の大内啓伍が3位で初当選した。宇都宮4位で当選した。
1978年4月3日、福田赳夫首相は参議院予算委員会で「勝共連合と自由民主党は反共という点で共通する点がある」「勝共連合が反共を旗印にしている点に着目した」と述べ、自民党と国際勝共連合が協力関係にあることを公に認めた。勝共連合から自民党へ多額の政治献金が流入していたことが当時の自治省の資料からも確認できる。1973年には4780万円、1974年には4618万円、1975年は4509万円、1976年は100万円が献金されていた。自民党の勝共連合からの借入金は1672万5千円に及んでいた。
同年4月9日の京都府知事選挙では全国動員をかけて、自由民主党・新自由クラブ推薦の林田悠紀夫を支援。社共共闘が崩れたこの年の府知事選で、林田は初当選を果たした。
同年6月1日、衆議院議員の正森成二（旧大阪1区）は衆議院地方行政委員会で、前述の『世界思想』同年11月号の記事や国際勝共連合の諸活動をとりあげた。
同年6月8日の赤旗によると、宮本顕治共産党委員長は、京都府知事選の敗北を受けて、県・地区委員長会議の結語として、「自民党に対しては“勝共連合と一緒にやれば反撃をくって損だ”という状況をつくることが重要だ。“勝共連合退治”の先頭に立つことは、後世の歴史に記録される『聖なる戦い』である」と聖戦宣言を行った。 後年の2022年10月、志位共産党委員長は、雑誌の対談にて、共産主義を批判してきた「国際勝共連合」を「反共の先兵」と位置付けしており、「旧統一教会との『最終戦争』」 という表題となった。
1979年2月24日、国際勝共連合と自民党の国防関係国会議員が中心となり、「スパイ防止法制定促進国民会議」が設立された。呼びかけ人は木内信胤、朝比奈宗源、宇野精一、郷司浩平、宝井馬琴、三輪知雄の6人。サンケイ会館で設立発起人総会が開かれ、発起人には久保木修己、松下正寿、神川彦松、大石義雄、江木武彦、瓦林潔、白井浩司、升本喜兵衛、桶谷繁雄、尾上正男、井本臺吉、三上英雄、黛敏郎、中河与一、桜田武、天野武一、白井永二、弟子丸泰仙、安岡正篤、加瀬英明、松本明重、村田五郎、加藤陽三、西村直己、柏村信雄、鈴木一、杉田一次、世界日報社社長の石井光治、中外日報社社長の本間昭之助らが名を連ねた。都道府県会議を全国で設置し、地方議会におけるスパイ防止法案制定請願運動の先頭に立った。勝共連合は同団体に1億6000万円を寄付した。

### 1980年代
1984年6月10日に、『世界日報』の路線の対立で追放された副島嘉和らが『文藝春秋』に出した告発手記で、久保木修己が昭和天皇の身代わりで文鮮明に拝礼する秘密儀式があるとする暴露をした。それにより、勝共連合を反共運動の同志と考えていた民族派右翼や街宣右翼が激怒し、久保木に質問状を出す。3ヶ月後に久保木は、副島手記の内容を否定する回答をした。「平和と安全を守る七大都市大会」の大阪大会では、任侠右翼や民族派右翼が「勝共運動は、文鮮明の手先」「世界を股にかけるペテン師の金集め」などの批判ビラを会場周辺に張り、大会を妨害した。
1985年、韓国で開催された国際勝共決起大会に岸信介は「私のもっとも尊敬する一人である文先生は、民族を越えアジアと世界のために粉骨砕身、努力してこられました」とメッセージを寄せた。
1986年7月の衆参同日選挙（第38回衆議院議員総選挙・第14回参議院議員通常選挙）では、150人の衆参両院候補を応援、自民、民社両党を中心に134人を当選させた、としている。同連合が発表した名簿には、松永光（自民党スパイ防止法制定特別委員長）、森清、箕輪登（当時の自民党衆議院議員）らが含まれていた。同連合の機関紙「思想新聞」によると、選挙後には、これらの各勝共推進議員一人ひとりに勝共理念の研修を受けてもらったという。その結果、134人全員が勝共理念を理解し、国会議員のそれぞれの地元でも勝共連合支部との関係が密接になった、と伝えている。1986年の第38回、1990年（平成2年）の第39回、1993年（平成5年）の第40回の衆議院議員総選挙に大阪三区で立候補しいずれも落選した阿部令子は、霊感商法の霊能者役であり合同結婚式に参加した教会員で渡辺美智雄元秘書だったとされている。1990年総選挙での自民党追加公認に関しては「公認は渡辺（美智雄）氏らが強引に押し切った」とされ、地元大阪府連の強い反発を受けた。なお、「霊感商法などで問題になっている統一教会との関係」が他党（共産党）のビラなどで指摘されているが、阿部本人は「支援は受けているが会員ではない」と回答している。

### 1990年代
ソ連崩壊によって反共陣営にとっての最大の敵が消えた1990年代以降、母体である統一教会の霊感商法に対する批判の強まりも重なって一時日本の保守層と関係が薄くなっていたのではとの指摘がなされている。有田芳生は『私は以前、安倍（晋三）さんから統一教会と北朝鮮の関係について聞かれたことがある。そのときは「統一教会が接近してきている。会おうと言われているが断っている」と言っていました。安倍さんは北朝鮮に対して強硬な立場で総裁選も近いということから考えると、少なくとも本人の意思では（前述の祝電を）送っていないとは思いますが』とコメントしている。
1991年5月15日、安倍晋太郎が議員在職中に死去。1993年7月の衆院選で、父親の地盤を継承した安倍晋三が初当選した。統一教会の日本進出に大きな役割を果たした岸信介の血を引く安倍晋太郎の血族、安倍家の流れを汲む自民党清和政策研究会を通じた政界との交流は続いた。
1996年3月21日、「世界平和連合」の日本支部が東京で設立された。初代会長には久保木修己が就任した。多くの場合において国際勝共連合の会長が世界平和連合の会長を兼職した。

### 2000年代以降
2003年の参院選・山口県選挙区に安倍晋三の実弟の岸信夫が立候補し初当選した。
2010年代ごろから、日本の保守層との距離が縮まり、再接近している。2010年7月の第22回参議院議員通常選挙では勝共連合が有田への対抗馬として、比例区で出馬していた山谷えり子を当選させるよう、統一協会員に働きかけを行なっていた（ただし、参院比例区の制度上、同じ他党の候補の当選阻止は出来ない）。このとき有田は、自身のブログに統一協会の内部文書を載せ、統一協会と晋三および山谷の強い関係性を指摘している。「世界思想」2013年9月号は「安倍政権の救国ロードマップ」を特集し、街頭演説をする晋三の姿を表紙に使った。また2010年11月号では「菅『革命』政権」と銘打つ菅直人内閣の批判特集を行い、街頭演説をする菅の写真を無断で使用した。
下村博文元政調会長が関連団体から陳情を受け、自民党の公約に反映させるよう指示を出していた疑いが指摘されている。
2010年、日本統一教会会長の梶栗玄太郎が国際勝共連合会長、世界平和連合会長に就任。
2012年12月26日、梶栗が腎臓癌のため死去。梶栗の死に伴い、12月29日、徳野英治が日本統一教会会長に復帰した。
2013年3月25日、国際勝共連合と世界平和連合の「新春のつどい」が都内で開催。あわせて、太田洪量の国際勝共連合会長就任式も行われた。
同年6月30日、安倍晋三首相は自民党本部の総裁応接室で、徳野、太田、全国祝福家庭総連合会総会長の宋龍天と面談した。面談には、萩生田光一、安倍の実弟の岸信夫、国際勝共連合の幹部2人が同席した。安倍は、4日後に公示を控えた参院選に比例区から立候補する北村経夫の当落予想について徳野、太田らと協議し、徳野に北村の支援を直接依頼した。7月21日投開票。北村は知名度も低く「当選には程遠い」と言われていたが、自民党が比例代表で獲得した18議席中、15位で初当選した。
2016年1月、二世信者らによって学生組織「国際勝共連合 大学遊説隊UNITE」（現・勝共UNITE）が結成された。若者を前面に出す形での憲法改正や新安保法制の賛成を訴える街頭活動を行っている。
2017年、梶栗正義が会長に就任。梶栗は教団の関連団体である「世界平和連合」と「平和大使協議会」と「国際ハイウェイ財団」の会長と「UPFジャパン」（天宙平和連合の日本支部）の議長も兼任している。
2022年4月、魚谷俊輔が国際勝共連合、世界平和連合、それぞれの事務総長に就任。なお魚谷は天宙平和連合（UPF-Japan）の事務総長も兼務している。
2023年3月、本部を渋谷区宇田川町のワールド宇田川ビルから、千代田区九段南のカーサ九段坂に移転した。

## 主張・思想
- 久保木修己は教義として「美しい国 日本の使命」「勝共こそキリスト者の聖使命なり」と説いた[110]。

- 共産主義政党と共産主義の欺瞞と間違いを明らかにすると主張しており、創設直後から共産主義者同盟、共産主義者同盟マルクス・レーニン主義派など共産主義系の組織に対抗した活動をして来た。大学、労働組合、一般人を対象とした反共講演会を開催した[25]。学生を中心とした遊説隊による街頭宣伝活動も行った[25]。台湾・フィリピン・韓国などと交流し、PL教団青年部など宗教団体に働きかけを行った。

- その主張から世界各国の反共主義・保守派要人と交流を持つ。「新しい憲法を作る国民大会」に賛同的であるなど、日本の「憲法改正」や核武装化を主張する[111]。
- 日米安全保障条約の自動延長の阻止を目的とする闘争が再び盛んになった1960年代後半から1970年代前半までのあいだ、旧統一教会の関連団体と日本の右翼組織や民族派団体は、統一教会の韓民族主義を柱とするカルト教義を棚上げにし、自組織内の布教を阻止していたものの、反共という一致点で頼もしく思い、新左翼や朝鮮総連など共産主義者らに立ち向かう様子から助っ人になると考えていた[112][41]。そのため、日本の右翼組織や民族派団体は統一教会トップと面識ができても関係を「反共」に限っていた。友人知人親族を統一教会に勧誘する動きがあった際に、民族派団体『八千矛社』を率いていた犬塚博英は勝共連合幹部による自組織内の勧誘について、「信者をひとり獲得するために、俺を敵に回していいのか」と牽制することで勧誘行為を止めさせている[41]。

## 機関紙誌

### 思想新聞
月2回刊行の新聞。"勝共連合独自の視点からの時局ニュースや主張など左翼運動・日本共産党の抱える政治問題に鋭く切り込む新聞"としている。そのほか、『国際勝共新聞』を発行している

### 世界思想
月刊誌。安倍晋三は首相在任中、2013年3月号、2013年9月号、2015年2月号、2016年9月号、2017年12月号、2018年6月号の計6回、表紙を飾った。元々は世界思想出版発行の本団体機関誌であったが、平和大使協議会の機関誌だった『平和大使』を吸収。2019年4月から同協議会が発行元になっている。
1996年7月号から2000年6月号までの間、世界思想は「月刊PAX」に誌名を変更していた時期があった。月刊PAXの1996年7月号の44ページには、「本号より『月刊PAX（パックス）』に変わりました。長年ご愛読いただいております『世界思想』は本号より誌名を『PAX（パックス）』と改めました」と書かれている。2000年7月号の世界思想には、バックナンバーとして月刊PAXの2000年6月号が記載されている。誌名を世界思想に戻した2000年7月号では森喜朗が表紙を飾っていた。
月刊PAXの1999年5月号には統一教会が1999年3月13日に東京都千代田区の砂防会館の大ホールで『救国救世全国躍進大会99』というイベントを開催したことが書かれている。その『救国救世全国躍進大会99』に、全国教育問題協議会（全教協）常任理事の山本豊と、全教協顧問の小林正が参加して挨拶をした。山本豊は月刊PAX1998年12月号の表紙にも登場し、インタビュー記事が掲載された。

## 非公然組織
1987年（昭和62年）から1990年（平成2年）にかけて起こった広域重要指定116号事件（いわゆる赤報隊事件）では、統一教会の信者・その関連団体の構成員が警察の捜査対象の1つになった。この時の捜査を通じて、ごく一部についてだが国際勝共連合の内部に関してある程度わかるようになった。
赤報隊事件の捜査やマスコミによる取材によっておぼろげながらわかってきたことの1つは、国際勝共連合には、統一教会の政治部門という表の顔とは別に裏の顔があった、ということである。統一教会が、自民党の国会議員へ秘書 (統一教会内部ではFレディと呼んでいた) として統一教会の信者を送り込んでいたことは広く知られるようになったが、それ以外に、国際勝共連合には武装化した非公然組織が存在した他、統一教会に代わって謀略活動やスパイ活動を行う部隊があった。国際勝共連合には、右翼ばかりでなく元民青、元左翼、元革マル派の転向組がたくさん参加しており、彼らを率いていたのが宮下昭彦・勝共連合事務総長だった。非公然組織と呼ばれているのはこのグループのことで、証言によれば遅くとも1976年 (昭和51年) には存在していた。加入メンバーには統一教会員の中の優秀な信者が選ばれたが、元自衛隊員が特に信頼されていた。
このグループは当初は必ずしも狂暴な活動をしていたわけではないようだが、次第に暴力化、散弾銃で武装し、自衛隊の体験入隊、自衛隊への浸透、自主的な軍事訓練 (日韓軍事訓練と呼んで、ゲリラ服を着て山中で散弾銃の射撃訓練をしていた) などを実施するようになった。組織運営は、全体的に言って、革マル派や中核派あるいは東アジア反日武装戦線と類似している。組織に参加したのは言うまでもなく統一教会員だったが、非公然組織に加入すると同時に統一教会の籍を抹消され、メンバーは偽名で呼び合い本名は全くわからなかった、メンバーは縦のラインだけで接触しメンバー通しの横の接触は厳禁されていたと証言されている。謀略活動やスパイ活動が露呈した場合を警戒して、統一教会とは紐づかないように工作したり、
謀略組織を頻繁にスクラップアンドビルドするなど、足が付かないよう慎重に活動していた。漠然としたものに過ぎなかったとは言え、クーデター計画も存在した。この武装化組織が21世紀に入っても存続しているのかどうかはわからないが、赤報隊事件の警察捜査で得られた証言や多くの内部情報があり、少なくとも、赤報隊事件の頃まで存在したことは確実である。1995年 (平成7年) 当時でもこの種の秘密組織があったとの証言はあるが、実情を知るのはごく少数の幹部のみで外部からはうかがい知れないという。国際勝共連合の公式の方針で非公然組織を創設したのか、それとも内部で自然発生的にできたものなのかは論者の見解次第で判断は分かれる。三島由紀夫によって作られた盾の会とよく似ているが、規模はそれよりもはるかに大きく、推定人数ではあるが、周辺人物まで含めると約400人ほどはいたという。

## フロント組織
統一教会と同様、国際勝共連合も世界各地にフロント組織を持っている。一例をあげると、自由指導基金 (Freedom Leadership Foundation) は、同連合のアメリカにおけるフロント組織である。

## 所在地
本部の所在地はかつて東京都渋谷区宇田川町36-6 ワールド宇田川ビル9Fだったが、2023年3月に千代田区九段南3丁目8-14 カーサ九段坂2階に移転した。これに伴い、ワールド宇田川ビル9階に事務所を置いていた「スパイ防止法制定促進国民会議」も勝共連合と同じ建物の同じ階に移転した。

## 年表
1967年
- 7月15日、山梨県・本栖湖畔の全国モーターボート競走会連合会（以下「全モ連」）本栖研修所に日韓両国の反共首脳が集まり、「アジア反共連盟」の「第一回結成準備会」を開催。統一教会、文鮮明と劉孝之（ユ・ヒョウジ）、日本側は全モ連・日本船舶振興会（現・日本財団）のトップだった笹川良一、児玉誉士夫代理の白井為雄、市倉徳三郎らが集まり、反共団体設立に向けて会合を持つ[注 12]。

1968年
- 1月13日、韓国で「国際勝共連合」を設立[1]。全国勝共幹部50人が、韓国を訪問し、38度線を視察。
- 4月1日、日本で「国際勝共連合」を設立[1]。日本統一協会の初代会長の久保木修己が会長に就任。笹川良一が名誉会長に就任。
- 7月7日、江利川安栄（後の第7代統一教会会長）が東京都小平市の朝鮮大学校正門前で北朝鮮問題（朝鮮大学校認可取り消し）を訴えるために勝共講義を始める。

1969年
- 朝鮮大学校認可取り消し運動を展開[148]。
- 「勝共国民運動東京大会」を開催[25]

1970年
- 7月13日、東郷記念会館（渋谷区神宮前）で開催された「赤色帝国主義に抗議する集会―囚われたる欧州諸国民の週間・日本大会」に生長の家（現・生長の家本流運動）、「世界反共連盟」日本支部等の団体と共に参加[149]。
- 9月20日、第4回「世界反共連盟（現・世界自由民主連盟）世界大会」が武道館で開催。岸信介が大会推進委員長を務めた。国際勝共連合が大会の運営を担い、当時の事務総長の阿部正寿が大会責任者を務めた[150][151][47][148]。

1971年
- 2月13日 『読売新聞』に「でたらめ街頭募金追及。“本家”が厳重抗議、「北方領土」のでっち上げ団体、金の使い方も不明」との記事が出る。国際勝共連合が母体となった「北方領土復帰推進連盟」という団体で募金運動を行っていることに対し、51団体が加盟している全国組織の「北方領土問題連絡協議会」が募金で集まった金の使途を明らかにせよと迫ったが、国際勝共連合側は明確な回答をせず。
- 「中国承認反対」完全断食国民大会を開催。

1972年
- 「連合赤軍＝日本共産党」一大キャンペーンを展開[148]。日本共産党への公開理論戦を要求[148]。
- 笹川良一が「反共運動から手を引く」と名誉会長を辞任。共産圏とのスポーツ交流を優先したいことが理由とも言われるが、真意は不明。
- 12月8日 神戸で統一協会の幹部3人、石井光治（国際勝共連合渉外部長）、増田勝（教団の伝道師）、藤本三雄（教団の伝道師）が外為法違反容疑で起訴されたが、「額面2億5千万円の小切手を不法に持ち出したとされる相当の嫌疑が有することは否定できないが、有罪とするのに十分な証拠を欠く」として無罪になる[152]。

1973年
- 全国124カ所で久保木修己が「救国の予言」と題して講演[148]。『国際勝共新聞』を『思想新聞』に改題。アメリカで国際指導者セミナーを開催。
- 第3回アジア勝共大会を開催。

1974年
- 日本各地で自主憲法制定国民大会を開催[148]。

1975年
- 在日本朝鮮人総聯合会本部に公開質問状を提出し、理論戦を展開。松生丸事件（公海上で北朝鮮警備艇が日本の漁船「松生丸」の乗員2名を射殺） 糾弾県民大会を開催。第21回APACL（アジア反共連盟）総会を開催

1976年
- 11月10日 「昭和天皇陛下ご在位50年記念奉祝行事」に参加[148]。

1977年
- 北方領土返還対ソ国民大会。第二次世界大戦の終結寸前のソ連の日本侵攻を描いた映画、『樺太1945年夏 氷雪の門』を全国で自主上映。
- 北方領土奪還1千万人署名運動[148]。

1978年
- 「スパイ防止法」（＝国家秘密に係るスパイ行為等の防止に関する法律案）制定3000万人署名国民運動を展開。
- 4月8日発行の『思想新聞』の「号外」で、京都府知事選の候補者、杉村敏正に対し、「やっぱり杉村氏は極秘党員か」、「杉村敏正氏の華麗なる前歴」、「学者の仮面かぶる活動家」、「表面紳士 一皮むけば人殺し」などと批判。選挙前日のこの日の夜、京都市内で、民主府政推進各界連絡会の街頭演説が終了直後、300名のほどの集団が押し寄せ、国際勝共連合の街宣車2台が 日本共産党の宮本顕治と知事候補の杉村敏正を「人殺し」などと批判し、双方が乱闘寸前になる。警察官が国際勝共連合の6名を事情聴取。その後、告訴される[53]。
- 4月9日、京都府知事選挙執行。引退を表明した蜷川虎三の後継者であった杉村敏正（当時は京都大学教授）に対して勝共連合が支援した地元出身の自民党参議院議員林田悠紀夫候補が初当選当し、京都で7期28年間にわたり続いた革新府政は幕を閉じた。
- 4月21日、『思想新聞』に「京都決戦勝利の記録」と題し、全戸ビラ配布体制にはいること、勝共連合会員が徹夜でビラを配布していることなどを掲載。
- 6月1日、日本共産党の正森成二が国会で、国際勝共連合の京都府知事選における選挙妨害等について質問[53]。
- 日中平和友好条約反対キャンペーン。

1979年
- 2月24日、「スパイ防止法制定促進国民会議」を設立[60]。

1982年
- 共産勢力と戦う組織として、地方の有力者の協力を得て、勝共支部を結成。
- 中南米で勝共運動を行なうCAUSA（アメリカ社会統一連合）を通じて、共産主義国家ニカラグアの反政府ゲリラ「コントラ」を支援。

1983年
- 10月1日 『世界日報』事件。教会色を押さえ一般紙を志向した副島嘉和編集局長らの路線を乗っ取りと考えた梶栗玄太郎「国際勝共連合」理事長ら約百人が「世界日報社」に押しかけ、副島らを暴力的に追い出す。記者達が殴られ、多数の負傷者が出た。警官80人が出動。以後、『世界日報』は教会色を強める。
- 12月:日〜23日 韓国の八大都市で、「勝共大会」を開催。勝共連合の創始者、文鮮明が講演。日韓米の一体化によって国際共産主義勢力の浸透を防ぐことを訴える。

1984年
- 日韓安保セミナーを開催[148]。両国の勝共支部が姉妹結縁を行う。勝共会員750万人を達成[148]。
- 6月10日、『世界日報』の路線の対立で、追放された副島嘉和らが『文藝春秋』に出した告発手記で、久保木修己が、天皇の身代わりで、文鮮明師に拝礼する秘密儀式があるとする暴露により、勝共連合を反共運動の同志と考えていた民族派や右翼が激怒し、久保木に質問状を出す。3ヶ月後に久保木は、副島手記の内容を否定する回答をした。「平和と安全を守る七大都市大会」の大阪大会では、右翼や民族派が「勝共運動は、文鮮明の手先」「世界を股にかけるペテン師の金集め」などの批判ビラを会場周辺に張り、大会を妨害。
- 第1回日韓安全保障セミナーを開催[148]。
- スパイ防止のための法律制定促進議員・有識者懇談会を発足。

1985年
- ソウルで第1回 国際勝共学術講義を開催。
- 全国教授勝共講師団を結成。

1986年
- 機関紙『思想新聞』（同年7月20日号）は、「衆参同日選挙で130人の“勝共推進議員”が当選」と報じた。
- 韓国の八大都市で「世界勝共活動報告大会」を開催。
- 11月13日 日本武道館においての天皇陛下ご在位60年奉祝行事「大奉祝まつり」に参加[148]。

1987年
- 6月、スパイ防止法制定促進のために制作された映画『暗号名 黒猫を追え!』が東商ホールで上映される。
- 自民党の議員達が、霊感商法をやっている統一教会関連企業や勝共連合から政治献金を受けていたとする新聞報道[153]。
- 韓国で「南北統一運動国民連合」を発足し、共産主義打倒から、共産主義解放という主張を強調するようになる。

1989年
- 東京で開かれた「勝共推進議員の集い」に、自民・民社などの国会議員232名が参加。
- 2月1日、韓国ソウルで日刊紙『世界日報』を創刊。

1990年
- 東京勝共教授講師団が海部俊樹首相に大嘗祭の国家行事化の要望書を提出。
- 天皇陛下ご即位式奉祝パレードに国際勝共連合から2000人が参加[148]。

1991年
- 8月28日、「世界平和連合」（FWP）をソウルで創設[154]。
- 日朝交渉中止を訴える『思想新聞』号外100万部を全国で配布。
- WACL、「世界自由民主連盟」（WLDL）と改称。

1992年
- 中国視察ツアーを開催。
- 統一協会の機関紙『中和新聞』平成4年（1992年）9月12日号は、「共産党および社会党が国際勝共連合の推進する「スパイ防止法」制定運動の資金源が統一教会であると誤認し、教会攻撃のために引き起したのがいわゆる“霊感商法問題”」だと説明。
- 「日韓安保セミナー」参加者が通算で24,566人[148]。

1993年
- 「皇太子殿下の御成婚をお祝いする国民の集い」に役員会員らが参加.
- 『思想新聞』に「人間と性」研究協議会の山本直英への公開質問状を掲載。

- 1994年
- 国際勝共連合が日本社会党を名誉毀損で訴えていた「レフチェンコ事件裁判」で、日本社会党が国際勝共連合に解決金支払うことで和解[148]

1996年
- 3月21日、「世界平和連合」の日本支部が東京で設立された。初代会長には久保木修己が就任した[71]。
- 「青少年問題セミナー」、「自衛隊演習視察ツアー」を開催。

1997年
- 全国でFWP都道府県連合会を設立。

1998年
- 12月13日、会長の久保木が死去。

1999年
- 大塚克己が国際勝共連合会長に就任。
- 3月13日、FWP会長に、統一協会の大塚克己が就任し、本格的に運動を開始。

2000年
- 大塚克己が全国22カ所で講演。
- 日本共産党批判ビラを全国で配布。

2001年
- 統一協会会長の小山田が新会長に就任。
- 「救国救世全国躍進大会」を開催.
- 「日韓交流・安全保障セミナー」を開催。
- 6月 機関紙の『思想新聞』六月号外で、日本共産党を「小泉改革の最大の抵抗勢力」、「小泉首相に『構造改革』をさせず、日本経済を沈没させ、共産革命の機会をうかがっている」などと批判[155]。

2002年
- 「日韓交流・安全保障セミナー」を開催。

2003年
- 「救国救世全国役員総決起大会」を開催.
- 「日韓交流・安全保障セミナー」を開催。
- 各地で映画『暗号名 黒猫を追え!』上映会を開催。

2006年
- 8月、マスコミで、女性信者への性的暴行が問題となった宗教団体「摂理」の教祖、鄭明析が1970年代に韓国の統一教会に入信していた時代に、「国際勝共連合」の講師をしていたとの報道に対して、統一協会は「講師をした事実はありません」と完全否定し、各社に抗議を行う[156][157]。

2013年
- 3月25日、太田洪量が新会長に就任[80][158]。

2017年
- 梶栗玄太郎の長男の梶栗正義が新会長に就任[148][159]。

2022年
- 4月、魚谷俊輔が国際勝共連合、世界平和連合、それぞれの事務総長に就任[106][6]。